# Suzanne Bianchetti
Suzanne Bianchetti (Parigi, 24 febbraio 1889 – Parigi, 17 ottobre 1936) è stata un'attrice francese.
Debuttò sullo schermo nel primo Novecento, diventando in poco tempo una delle attrici più amate e rispettate del cinema francese.
Suzanne Bianchetti fu sposata con l'attore e scrittore René Jeanne (1887-1969) che fondò nel 1937 in suo ricordo il Prix Suzanne Bianchetti.

## Biografia
Nata a Parigi nell'ottavo arrondissement nel febbraio del 1889, Suzanne Bianchetti esordì come attrice cinematografica all'età di venticinque anni, allo scoppio della prima guerra mondiale, in un film di propaganda, La Femme française pendant la guerre diretto da Alexandre Devarennes. Fu a quell'epoca che si sposò con René Jeanne, direttore de L'Etablissement Cinématographique des Armées. Bianchetti recitò in alcuni altri film di Devarennes, venendo notata dal regista Jacques de Baroncelli che la volle come protagonista di Flipotte. Sotto la direzione di de Baroncelli, Suzanne Bianchetti divenne un volto molto conosciuto per gli spettatori francesi.
Nel 1924, fu - nel ruolo della marchesa d'Harville - una delle protagoniste del serial in dodici episodi I misteri di Parigi, adattamento per il cinema del celebre feuilleton di Eugène Sue. Nello stesso anno, interpretò l'imperatrice Maria Luisa in Madame Sans-Gêne, una fastosa produzione dell'americana Famous Players-Lasky Corporation che aveva come protagonista Gloria Swanson.
I ruoli nobiliari le erano congeniali. Era già stata, sempre nel 1924, l'imperatrice Eugenia in Violettes imperiales di Henry Roussel, ruolo che avrebbe ripreso nella versione sonora del film nel 1932. Nel 1927, le venne affidata la parte di Caterina di Russia nel Casanova di Aleksandr Volkov, dove recitò a fianco di Ivan Mosjoukine.
Fu anche Maria Antonietta nell'epico Napoléon diretto da Abel Gance nel 1927, lavorando assieme a importanti attori dell'era del muto, come Antonin Artaud e la cantante Damia. Ricoprì nuovamente la parte dell'infelice sovrana francese in Cagliostro - Liebe und Leben eines großen Abenteurers, dove venne diretta dal tedesco Richard Oswald.
L'attrice morì a Parigi il 17 ottobre 1936 all'età di quarantasette anni.

## Riconoscimenti
L'anno successivo alla scomparsa dell'attrice, il marito fondò in suo onore il Prix Suzanne Bianchetti, un premio alla giovane attrice più promettente; questo è stato dato per la prima volta a Junie Astor (1912-1967), per la sua interpretazione nel film Ragazze sole (Club de femmes) (1936). Il premio consiste in un medaglione raffigurante il volto della Bianchetti. Successivamente fu assegnato a numerose attrici, nomi importanti quali quelli di Micheline Presle, Simone Signoret, Annie Girardot, Geneviève Bujold, Audrey Tautou ed Isabelle Adjani.

## Filmografia (parziale)
- La Femme française pendant la guerre, regia di Alexandre Devarennes (1914)
- Trois familles, regia di Alexandre Devarennes (1917)
- Riquette et le nouveau riche, regia di Alexandre Devarennes (1918)
- Riquette se marie, regia di Alexandre Devarennes (1918)
- Sa gosse, regia di Henri Desfontaines (1919)
- Agenor, chevalier sans peur, regia di Callamand (1920)
- Flipotte, regia di Jacques de Baroncelli (1920)
- Le Rêve, regia di Jacques de Baroncelli (1922)
- Le Père Goriot, regia di Jacques de Baroncelli (1922)
- Jocelyn, regia di Léon Poirier (1922)
- La Légende de soeur Béatrix, regia di Jacques de Baroncelli (1923)
- L'Affaire du courrier de Lyon, regia di Léon Poirier (1923)
- La Flambée des rêves, regia di Jacques de Baroncelli (1924)
- Violettes imperiales, regia di Henry Roussel (1924)
- I misteri di Parigi (Les Mystères de Paris) (serial), regia di Charles Burguet (1922)
- Madame Sans-Gêne, regia di Léonce Perret (1924)
- Napoléon, regia di Abel Gance (1927)
- Casanova, regia di Aleksandr Volkov (1927)
- Cagliostro - Liebe und Leben eines großen Abenteurers, regia di Richard Oswald (1929)
- La violetera di Siviglia (Violettes impériales), regia di Henry Roussel (1932)